# مايكل جيلينيك
مايكل جيلينيك (بالإنجليزية: Michael Jelenic)‏ (من مواليد 12 مايو 1977)  كاتب ومنتج ورسام تلفزيوني أمريكي. وهو معروف بالعمل على أبطال التايتنز انطلقوا! إلى جانب آرون هورفاث.

## روابط خارجية
مايكل جيلينيك على موقع IMDb (الإنجليزية)
- مايكل جيلينيك على موقع قاعدة بيانات الأفلام العربية
- مايكل جيلينيك على موقع ميوزك برينز (الإنجليزية)
- مايكل جيلينيك على موقع قاعدة بيانات الفيلم (الإنجليزية)